# Олесик Олег Вікторович
Оле́г Ві́кторович Оле́сик — сержант Збройних Сил України, учасник російсько-української війни, що загинув у ході російського вторгнення в Україну в 2022 році.

## Життєпис
Олег Олесик народився у місті Очаків на Миколаївщині. Після закінчення загальноосвітньої школи з 2001 року навчався у Коледжі інформаційних технологій Національного авіаційного університету за спеціальністю «Геодезичні роботи», який закінчив 2005 року. Згодом здобув фах інженера-геодезиста у Київському національному університеті будівництва та архітектури. Трудову діяльність розпочав у Київському метрополітені, працюючи за фахом. Проживав у селі Федорівка Димерської селищної громади Вишгородського району на Київщині. У лютому 2021 року уклав контракт на військову службу із 30-ю окремою механізованою бригадою імені князя Костянтина Острозького. З початком повномасштабної війни перебував на передовій. Під час виконання бойового завдання 30 квітня 2022 року поблизу міста Торецьк на Донеччині зазнав осколкових поранень голови та загинув. Чин прощання відбувся в селі Федорівка Київської області.

## Родина
У загиблого залишилися мама, сестри, цивільна дружина та син.

## Нагороди
- Орден «За мужність» III ступеня (2022, посмертно) — за особисту мужність і самовіддані дії, виявлені у захисті державного суверенітету та територіальної цілісності України, вірність військовій присязі[3].